# Boris Gheorghiev
Boris Gheorghiev (n. 5 decembrie 1982, Sofia, Republica Populară Bulgaria) este un boxer ce a reprezentat Bulgaria, medaliat olimpic. A participat la 2 ediții ale Jocurilor Olimpice (2004, 2008) în care a câștigat o medalie de bronz.